# الانتخابات البرلمانية الموريتانية 1992
أُجريت الانتخابات النيابية في موريتانيا في 6 مارس 1992، ونُظمت الجولة الثانية في 13 مارس. لقد كانت أول انتخابات للجمعية الوطنية بعد الاستفتاء الدستوري الذي أجري في عام 1991، وأدى إلى إعادة إدخال الديمقراطية التعددية للأحزاب السياسية. وأسفرت النتائج عن فوزالحزب الجمهوري الديمقراطي والاجتماعي الحاكم الذي حصل على 67 مقعدا من 79 مقعدا في البرلمان. و بلغ إقبال الناخبين 38.9٪ فقط.

## النتائج
| الحزب                           | الحزب                                         | الأصوات   | %      | المقاعد |
| ------------------------------- | --------------------------------------------- | --------- | ------ | ------- |
|                                 | الحزب الجمهوري الديمقراطي والاجتماعي          | 301٬349   | 67.67  | 67      |
|                                 | التجمع للديمقراطية والوحدة                    | 32٬841    | 7.37   | 1       |
|                                 | التجمع للديمقراطية والوحدة–حزب الطليعة الوطني | 5٬090     | 1.14   | 0       |
|                                 | حزب الطليعة الوطني                            | 4٬504     | 1.01   | 0       |
|                                 | الحزب الموريتاني للتجديد                      | 3٬203     | 0.72   | 1       |
|                                 | الاتحاد الشعبي الاجتماعي والديمقراطي          | 1٬553     | 0.35   | 0       |
|                                 | الاتحاد للتخطيط والبناء                       | 382       | 0.09   | 0       |
|                                 | حزب الوسط الموريتاني الديمقراطي               | 357       | 0.08   | 0       |
|                                 | PMR-C-UPC                                     | 319       | 0.07   | 0       |
|                                 | حزب العمل والوحدة الوطنية                     | 83        | 0.02   | 0       |
|                                 | مستقلون                                       | 95٬644    | 21.48  | 10      |
| المجموع                         | المجموع                                       | 445٬325   | 100.00 | 79      |
|                                 |                                               |           |        |         |
| الأصوات الصحيحة                 | الأصوات الصحيحة                               | 445٬325   | 97.61  |         |
| الأصوات الباطلة والفارغة        | الأصوات الباطلة والفارغة                      | 10٬912    | 2.39   |         |
| مجموع الأصوات                   | مجموع الأصوات                                 | 456٬237   | 100.00 |         |
| الناخبين المسجلين ومعدل الإقبال | الناخبين المسجلين ومعدل الإقبال               | 1٬174٬087 | 38.86  |         |
| المصدر: Nohlen et al.           |                                               |           |        |         |